# Sân bay quốc tế Tân Sơn Nhất
Sân bay quốc tế Tân Sơn Nhất (tên giao dịch chính thức: Cảng hàng không quốc tế Tân Sơn Nhất; IATA: SGN; ICAO: VVTS) là sân bay quốc tế lớn nhất Việt Nam hiện tại. Sân bay quốc tế Tân Sơn Nhất với diện tích 850 ha là sân bay lớn nhất Việt Nam về mặt diện tích cũng như công suất nhà ga (với công suất thiết kế năm 2018 là 28 triệu lượt khách/năm và quá tải khi lượng hành khách lên tới 38 triệu khách/năm, so với công suất hiện tại của sân bay Nội Bài là 20–25 triệu và diện tích 815ha, sân bay Đà Nẵng là 13 triệu) và là sân bay có lượng khách lớn nhất Việt Nam. Nằm cách trung tâm Thành phố Hồ Chí Minh 8 km về phía Bắc, thuộc quận Tân Bình, sân bay quốc tế Tân Sơn Nhất là đầu mối giao thông quan trọng của Nam Bộ. Năm 2014, sân bay này phục vụ 26.546.475 lượt khách, nằm trong nhóm 50 sân bay có lượng khách nhiều nhất thế giới.
Năm 2016, sân bay này đã phục vụ 32,6 triệu lượt khách, tăng 22,8% so với năm 2015 và 38,5 triệu luợt khách năm 2018, 42 triệu lượt khách năm 2023.
Sân bay này là nơi hoạt động chính của tất cả các hãng hàng không Việt Nam, là trụ sở của Tổng công ty Cảng hàng không Việt Nam, đơn vị quản lý toàn bộ các sân bay dân dụng ở Việt Nam.
Sân bay quốc tế Tân Sơn Nhất thuộc sự quản lý và khai thác của Tổng công ty Cảng hàng không Việt Nam, trực thuộc Ủy ban Quản lý vốn nhà nước tại doanh nghiệp.

## Lịch sử hình thành và phát triển

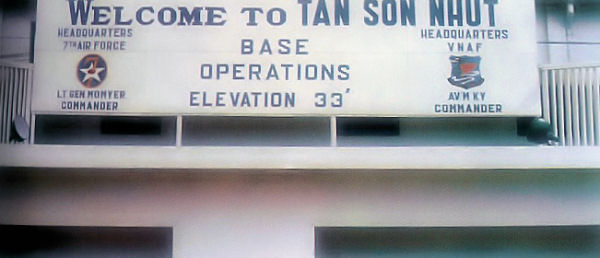
Bảng chào mừng khách tới khu vực quân sự của phi cảng Sài Gòn Tân Sơn Nhứt (năm 1967)

Khởi thủy sân bay do thực dân Pháp xây dựng vào năm 1930 trên phần lớn diện tích của làng Tân Sơn Nhứt, phía tây bắc thành phố Sài Gòn. Thời Hoàng đế Tự Đức nhà Nguyễn, làng Tân Sơn Nhứt thuộc tổng Dương Hòa Thượng, huyện Bình Dương, phủ Tân Bình, tỉnh Gia Định, sau này thực dân giữ nguyên tên làng, tên tổng nhưng phân vào quận Gò Vấp, tỉnh Gia Định. Chuyến bay đầu tiên từ Paris đến Sài Gòn ở sân bay Tân Sơn Nhất là vào năm 1933, chuyến bay này kéo dài 18 ngày. Năm 1937, Pháp cho thành lập Sở hàng không dân dụng Đông Dương.
Năm 1956, Chính phủ Hoa Kỳ hỗ trợ xây dựng sân bay rộng hơn, dài hơn 3000 m bằng bê tông, so với sân bay do thực dân Pháp xây dựng năm xưa dài hơn 1500 m chỉ bằng đất đỏ. Quỹ đất Việt Nam Cộng hòa để dành cho phát triển lâu dài sân bay là khoảng 3.600 ha, gấp ba lần quỹ đất sân bay Changi của Singapore hiện nay. Trong Chiến tranh Việt Nam, phi cảng Sài Gòn Tân Sơn Nhứt là căn cứ quân sự quan trọng của Quân đội Hoa Kỳ và của Không lực Việt Nam Cộng hòa. Thời kỳ này, phi cảng Tân Sơn Nhứt là một trong ba sân bay đông đúc nhất thế giới.
Ngày 1 tháng 5 năm 1975, chiếc trực thăng Mil Mi–6 do phi công Lê Đình Ký thuộc Trung đoàn không quân 916 lái, hạ cánh xuống sân bay Tân Sơn Nhất trở thành chiếc máy bay đầu tiên sơn phù hiệu Không quân Nhân dân Việt Nam hạ cánh xuống sân bay này. Ngày 3 tháng 5 năm 1975, chiếc máy bay vận tải Ilyushin Il–14 của Lữ đoàn 919 chở đoàn cán bộ và phương tiện kỹ thuật hạ cánh xuống Tân Sơn Nhất nhằm tăng cường công tác đảm bảo kỹ thuật phục vụ các chuyến bay thường lệ đi và đến Tân Sơn Nhất.
Ngày 15 tháng 5 năm 1975, chiếc máy bay Ilyushin Il–18 của Lữ đoàn 919 đưa Chủ tịch nước Việt Nam Dân chủ Cộng hòa Tôn Đức Thắng cùng nhiều Đảng viên Đảng Cộng sản Việt Nam và cán bộ lãnh đạo Nhà nước Việt Nam Dân chủ Cộng hòa vào Sài Gòn dự lễ mừng chiến thắng. Cũng ngày 15 tháng 5 năm 1975 này, lực lượng tiếp quản đã khôi phục hoàn chỉnh bốn máy bay vận tải dân dụng vừa mới tiếp thu và đưa ngay những máy bay này vào hoạt động. Đường hàng không Sài Gòn – Hà Nội và ngược lại và Sài Gòn đi các địa phương ở miền Nam bắt đầu hoạt động với tần suất 5–6 lần/chuyến/ngày.
Sau khi nước Việt Nam tái thống nhất, cơ sở vật chất tiếp tục được xây dựng để khai thác các chuyến bay quốc nội và quốc tế. Tuy nhiên, so về diện tích đất thì sân bay năm 2016 chỉ còn bằng 20–25% diện tích so với phi cảng Sài Gòn Tân Sơn Nhứt trước năm 1975. Phần đất Đông Bắc của sân bay này đã biến thành một sân golf có tên sân golf Tân Sơn Nhất chiếm 160 ha đất, còn các phần đất khác được phân lô xây nhà ở và kinh doanh thương mại từ sau năm 1975 đến nay. Đoạn từ ngã tư Bảy Hiền dọc đường Trường Chinh (quận Tân Bình, hướng về ngã tư An Sương) hay từ đường Phổ Quang sang các đường Nguyễn Kiệm, Nguyễn Oanh, Quang Trung,... (quận Gò Vấp) vốn là đất của phi cảng Sài Gòn Tân Sơn Nhứt cũ.
Năm 1986, Đại hội Đảng Cộng sản Việt Nam VI diễn ra từ ngày 15 đến ngày 18 tháng 12 đánh dấu cột mốc lớn cho sự thay đổi toàn diện Việt Nam. Nền kinh tế bao cấp được xóa bỏ, cơ chế quản lý kinh tế và cách thức công nghiệp hóa được đổi mới toàn diện. Ngành giao thông vận tải nói chung và ngành hàng không dân dụng Việt Nam nói riêng cũng có những bước chuyển mình mạnh mẽ, nhanh chóng nắm bắt những cơ hội của nền kinh tế thị trường, tạo ra những bước phát triển đột phá, năng động trong hội nhập kinh tế quốc tế và vươn tới các châu lục.

## Hoạt động
- Hiện có 6 hãng hàng không nội địa và 45 hãng hàng không quốc tế (6 hãng bay theo mùa, trong đó LOT Polish Airlines thuê chuyến theo mùa) đang có đường bay đến Tân Sơn Nhất. Air Premia là hãng hàng không mới nhất có đường bay đến sân bay này (từ tháng 10 năm 2022).
- Phí sân bay: 18 USD cho các chuyến bay quốc tế. Phí sân bay đã được tính trong vé máy bay. Hành khách không cần phải mua khi đến sân bay như trước đây.

### Hạ tầng kỹ thuật
Sân bay có hai đường băng song song, trong đó đường băng 07L/25R dài 3.048m rộng 45m, đường băng 07R/25L dài 3.828m rộng 45m, sân bay có thể phục vụ các chuyến bay của nhiều loại máy bay. Nhà ga quốc tế với 10 cầu lồng hàng không (nhiều hơn 6 cái so với ở nhà ga nội địa) thích ứng với cả những loại máy bay thân rộng bay tầm xa như Boeing 747–400, Boeing 777–200/300, Airbus A350, Boeing 767, Airbus A330, Boeing 787, Airbus A380,...
Sân bay hiện có 2 đường băng cách nhau 365m nên không thể cùng một lúc 2 chuyến bay cùng cất, hạ cánh, mà phải thay phiên nhau, cứ chiếc này cất cánh xong thì chiếc kia mới được hạ cánh. Hiện nay, số lượt chuyến bay cất hạ cánh tại sân bay Tân Sơn Nhất trung bình đạt khoảng 948 chuyến bay/ngày. Năng lực thông qua đường băng cất–hạ cánh đang được điều phối 44 chuyến bay/giờ, tức trung bình cứ 1 phút 20 giây lại có một máy bay cất hoặc hạ cánh.
Từ 1/7/2020 tới 10/1/2021, đường băng 25R/07L bị tạm dừng hoạt động để sửa chữa và nâng cấp sau một thời gian dài bị xuống cấp nghiêm trọng do mật độ hoạt động các máy bay vượt quá công suất thiết kế chịu tải. Trong giai đoạn này, đường lăn E1, NS1, W4 và W6 cùng các công trình phụ trợ khác cũng được xây dựng. Tổng mức đầu tư dự án là 2.015 tỉ đồng. Lúc 15h07 ngày 10/1/2021 chuyến bay mang số hiệu VN1828 của Vietnam Airlines từ Phú Quốc đã hạ cánh trên đường băng 25R/07L, chính thức đưa vào khai thác sau 6 tháng đóng cửa. Việc khai thác 2 đường băng trở lại nhằm đáp ứng nhu cầu đi lại trong dịp Tết 2021.
Ngày 30/11/2021, Cục Hàng không Việt Nam chấp thuận cho khai thác trở lại đường băng 25R/07L với mặt đường làm mới và lắp hệ thống đèn hiệu theo công nghệ đèn LED, đặc biệt là nâng cấp đèn tiếp cận đầu 25R của đường băng để tăng cường an toàn bay cùng với các đường lăn P1, P2, P3, P4, P5, P6 và một đoạn đường lăn S5. Ngoài ra, vị trí đỗ 2E trên đường lăn P6 cùng hệ thống thiết bị liên quan được đưa vào khai thác.
Từ 14h ngày 21/2/2022 đến 14h ngày 15/3/2022, sân bay tạm đóng cửa từng phần đường băng 25R/07L để thi công kết nối các nhánh đường lăn song song đang thi công với đường băng theo phương án đã được Cục Hàng không phê duyệt.
Từ ngày 16/3/2022 đến ngày 30/4/2022, sân bay đóng cửa đường băng 25L/07R để hoàn thành việc thi công các đường lăn P1, V1, S7, P4 thuộc dự án cải tạo, nâng cấp đường CHC và các đường lăn của sân bay.
Đối với sân đỗ tàu bay, hệ thống sân đậu tàu bay khai thác tổng cộng 89 vị trí đỗ thương mại ngày và đêm.

### Hệ thống an ninh – an toàn
Trang bị hệ thống ngăn chặn khủng bố; hệ thống camera giám sát; hệ thống báo cháy & chữa cháy tự động; hệ thống kiểm soát cửa ra vào; máy soi chiếu an ninh; hệ thống cung cấp điện dự phòng 24/24; dịch vụ y tế/ cấp cứu 24/7,...
Trong giai đoạn đại dịch COVID-19, để phục vụ công tác phòng, chống dịch bệnh, sân bay đã phối hợp chặt chẽ với trung tâm kiểm soát bệnh tật HCDC để kiểm soát và thực hiện đúng quy trình phòng chống dịch qua đường hàng không. Sân bay sử dụng hệ thống camera giám sát truy vết nhanh chóng, kịp thời khi có thông tin hành khách dương tính với COVID–19 đi qua sân bay. Từ đó tìm ra người tiếp xúc gần, yêu cầu cách ly theo đúng quy định và hướng dẫn.
Ngày 26/11/2021, sân bay được Tổ chức Hội đồng sân bay quốc tế – Airports Council International (ACI) phê duyệt gia hạn chứng nhận Airport Health Accreditation (AHA) có giá trị 12 tháng, kể từ ngày 04/12/2021 đến ngày 04/12/2022.

### Nhà ga hành khách

#### Nhà ga quốc nội (T1)
Nhà ga T1 trước đây là nhà ga hành khách duy nhất của sân bay cho tới khi nhà ga quốc tế T2 được khai trương vào năm 2007. Nhà ga gốc ban đầu được xây dựng bởi chính quyền Pháp, có diện tích 1800m2. Giữa 1954 và 1975 khi sân bay nhanh chóng trở thành một trong những sân bay bận rộn nhất thế giới, nhà ga hành khách được mở rộng thêm 4 lần nữa: vào 1956, 1960, 1963 (do nhà thầu RMK-BRJ thực hiện), và 1969. Tới năm 1972, nhà ga đã được mở rộng diện tích tới 10.800m2 với khả năng đáp ứng 1,5 triệu hành khách một năm.
Trong những năm gần đây, sau khi liên tục phải nâng cấp mở rộng để đáp ứng nhu cầu tăng cao, năng lực nhà ga đã tăng gấp 10 lần lên 15 triệu khách một năm tại thời điểm 2023. Hiện nhà ga có diện tích 40.948m2 với 20 cửa ra máy bay (4 ống lồng hàng không và 16 cửa tiếp cận từ xa), 126 quầy làm thủ tục, 1 quầy làm thủ tục nối chuyến và 1 quầy hành lý quá khổ; 30 máy soi chiếu an ninh và cổng từ, 3 băng chuyền hành lý đi, 6 băng chuyền hành lý đến. Sảnh A có 14 quầy kiểm tra an ninh (11 máy cho khách, 1 máy nội bộ, 2 máy khách VIP), còn sảnh B (khu vực dành cho VietJet Air) có 11 quầy kiểm tra an ninh; 2 thang máy; 10 thiết bị kiểm tra kim loại cầm tay đưa vào sử dụng.

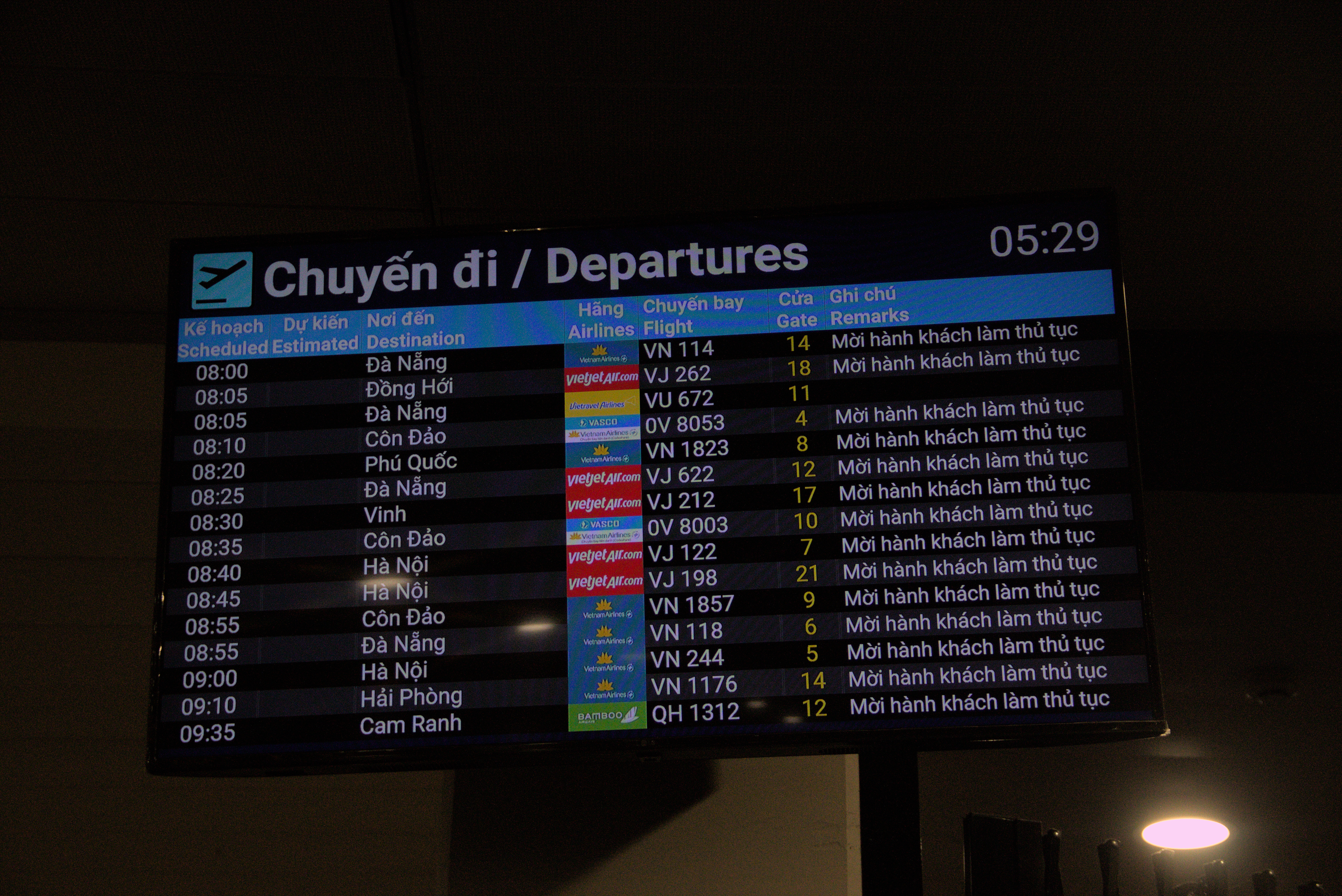
Bảng thông báo giờ bay tại nhà ga quốc nội Tân Sơn Nhất

Nhà ga nội địa (T1) hiện chủ yếu phục vụ VietJet Air với các quầy I, J, K tại Sảnh B. Trước tháng 8 năm 2025, Sảnh A phục vụ Pacific Airlines, VASCO, Vietnam Airlines (các đường bay Cà Mau, Côn Đảo, Rạch Giá) và Vietravel Airlines. Tuy nhiên, kể từ khi Nhà ga T3 đưa vào khai thác (từ 19/4 đến nay), các hãng này lần lượt chuyển toàn bộ khai thác nội địa sang T3, chỉ còn VietJet Air duy trì hoạt động tại T1.
Lúc 3h sáng ngày 27 tháng 10 năm 2008, nhà ga nội địa đã cháy lớn. Đến 6h30 sáng cùng ngày, đám cháy mới được dập tắt. Theo kết quả điều tra, nguyên nhân vụ cháy là do chập điện, không có thiệt hại về người nhưng thiệt hại về tài sản là khá nặng. Nhà ga nội địa phải ngưng hoạt động để sửa chữa và đưa vào hoạt động trở lại một phần vào ngày 3 tháng 11 năm 2008, các dịch vụ khác tại nhà ga nội địa vẫn tiếp tục được sửa chữa. Đến nay, toàn bộ nhà ga nội địa đã hoàn tất sửa chữa và đưa vào khai thác bình thường trở lại.
Sân bay triển khai hệ thống tra cứu thông tin chuyến bay FIDS quốc nội và bản đồ phương tiện giao thông công cộng tại: Website theo dõi chuyến bay và phương tiện đưa đón và mã QR giúp hành khách tra cứu thông tin chuyến bay khi làm thủ tục.

Nhà ga T1 có 3 phòng chờ tại tầng 1: phòng chờ Bông Sen (Lotus Lounge), phòng chờ Prime (Sasco Prime Lounge) và phòng chờ Le Saigonnais (Sasco Business Lounge).

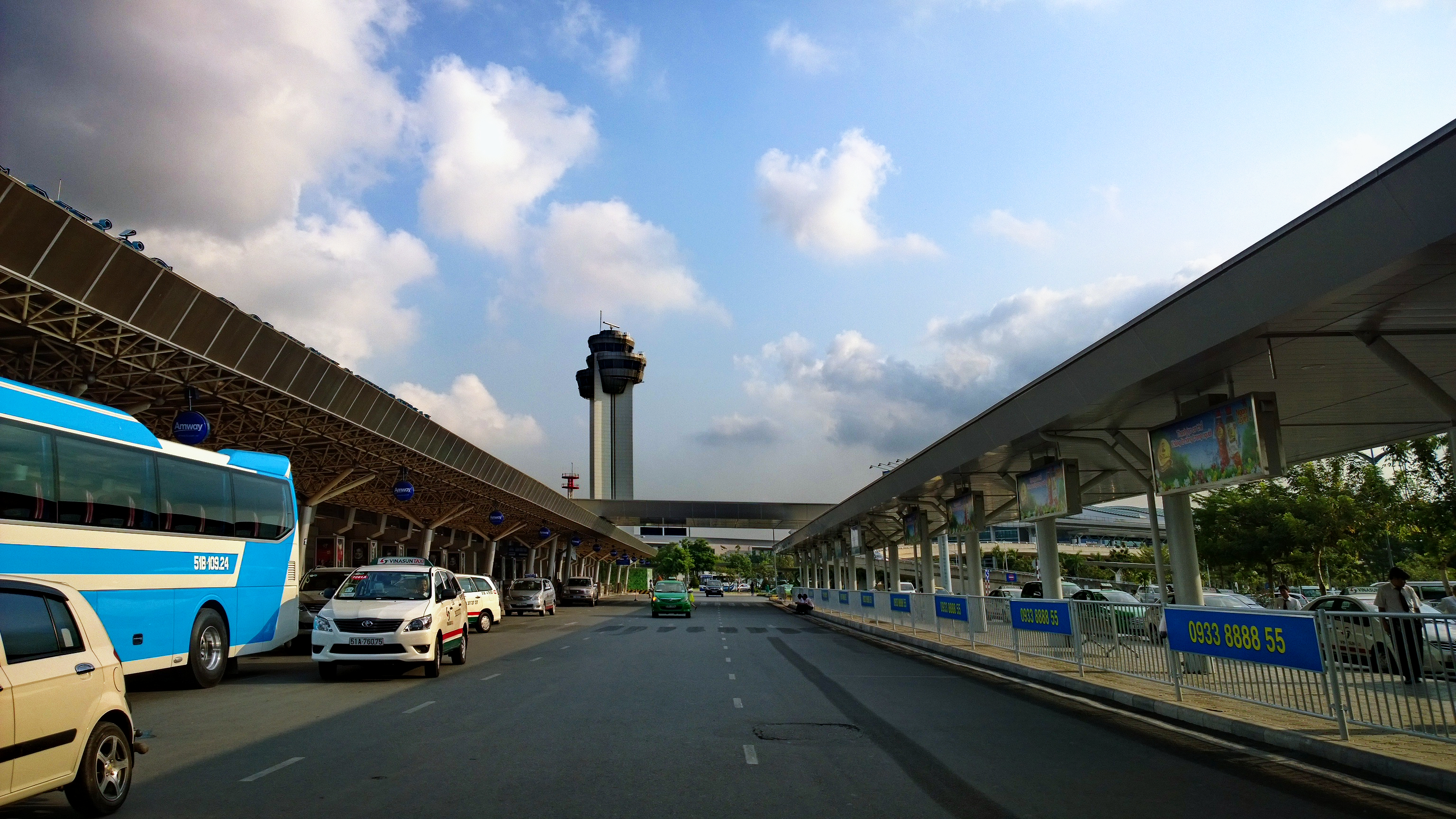
Khu vực đưa đón nhà ga quốc nội

Về việc sử dụng xe ô tô vào nhà ga quốc nội và đón xe buýt:
- Làn A dành cho phương tiện đưa khách đi máy bay.
- Làn B, C dành cho các phương tiện đón khách cá nhân (trừ xe taxi, xe kinh doanh vận tải).
- Làn D, D1, D2 (trong nhà xe TCP) dành cho xe taxi, xe kinh doanh công nghệ đón khách.
- Điểm đón xe buýt: cột B18, B19, B20 – Làn B ga đến Quốc nội.

#### Nhà ga quốc tế (T2)
Nhà ga T2 có công suất tối đa 15–17 triệu lượt hành khách/năm với tổng dự toán: 260 triệu USD từ vốn ODA của Chính phủ Nhật Bản. Tổng thầu thi công là Tổ hợp Liên danh 4 nhà thầu Nhật Bản (KTOM – ajimaK, Taisei, Obayashi, Maeda).

Nhà ga có diện tích: 115.834 m², trong đó diện tích đường và sân đậu ôtô: 78.000 m², diện tích đường tầng: 10.540 m², diện tích đường công vụ: 13.000 m².

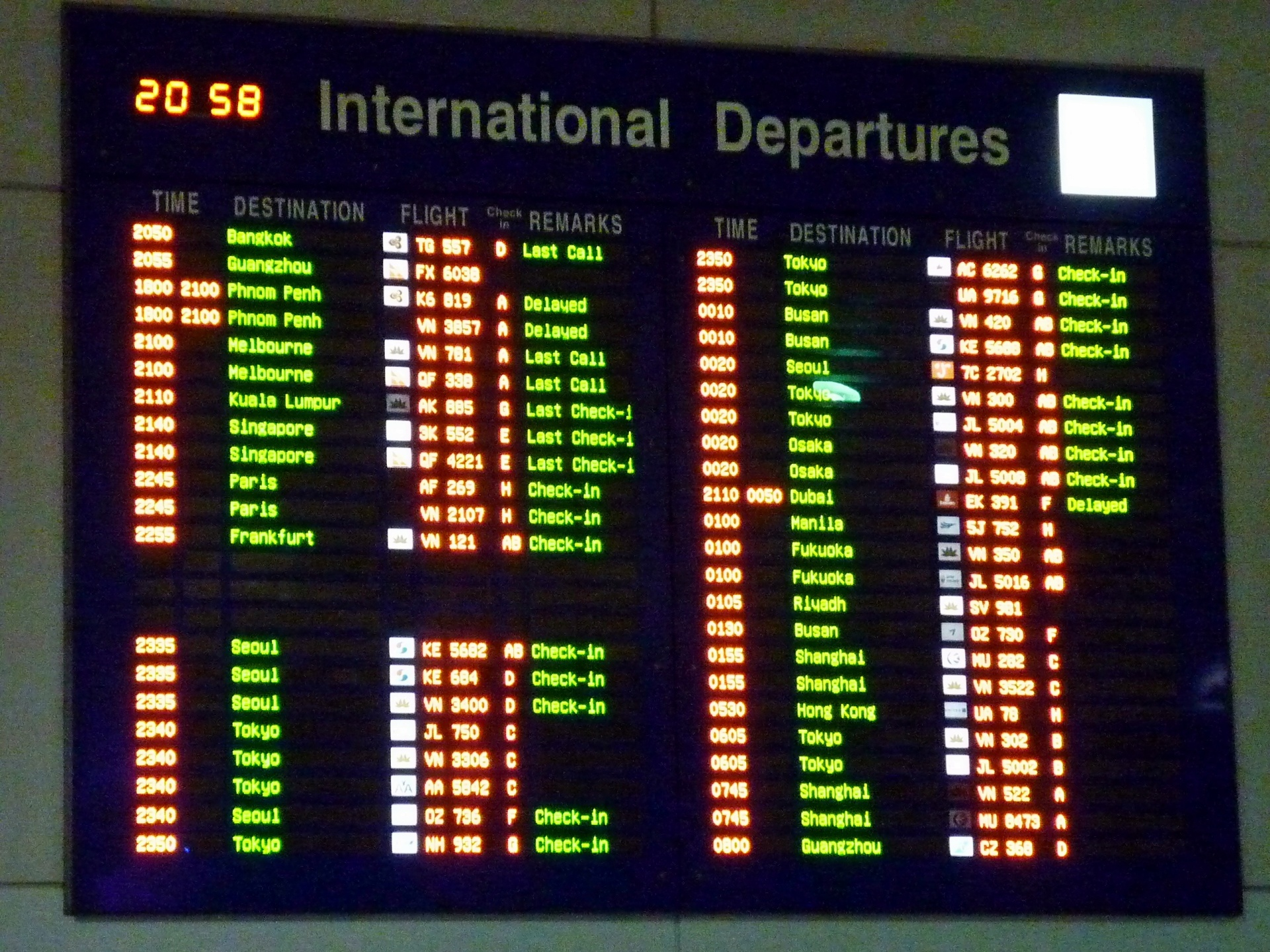
Bảng thông báo giờ bay tại nhà ga quốc tế Tân Sơn Nhất.

Nhà ga được trang bị: 10 ống lồng dẫn khách, 8 băng chuyền hành lý đến, 6 băng chuyền hành lý đi, 8 băng tải cho người đi bộ, hệ thống thông báo bay, 18 thang máy và 20 thang cuốn, 43 máy soi chiếu, 10 cổng từ: 19 cổng ra máy bay,có thể đáp ứng cùng một lúc 20 chuyến bay vào giờ cao điểm. Công trình nhà ga quốc tế mới đã được đưa vào sử dụng lúc 12h20 ngày 14 tháng 8 năm 2007 với chuyến bay số hiệu TR 328 của hãng Tiger Airways. Nhà ga này đã phục vụ thử một số hãng quốc tế và sau đó đã được chính thức đưa vào sử dụng chính thức kể từ ngày 2 tháng 9 năm 2007.
Khu đến và đi của nhà ga quốc tế được chia thành hai lầu riêng biệt.
Nhà ga quốc tế có 120 quầy làm thủ tục từ A–L; 5 quầy nối chuyến; 1 quầy hành lý quá khổ; 48 quầy thủ tục xuất cảnh, 44 quầy thủ tục nhập cảnh; 2 máy soi hải quan đi và 6 máy soi hải quan đến.
Tại nhà ga quốc tế, Cảng đã thực hiện di dời hai quầy Transfer/Transit của VIAGS–TSN và SAGS về vị trí mở rộng bụng ga quốc tế giai đoạn 2 đối diện khu cấp visa của Công an cửa khẩu (cạnh vị trí trực của Trung tâm Kiểm dịch Y tế quốc tế), nhằm tránh sự xung đột về luồng khách vào làm thủ tục nhập cảnh và luồng khách làm thủ tục Transfer/Transit trong thời gian cao điểm, nâng cao chất lượng dịch vụ.
Hiện tại, nhà ga T2 có công suất tối đa 13 triệu khách mỗi năm.
Nhà ga T2 có 5 phòng chờ: Lotus Lounge 1 và 2, Le Saigonnais, Orchid Lounge, và Rose Business Lounge.

#### Nhà ga quốc nội (T3)

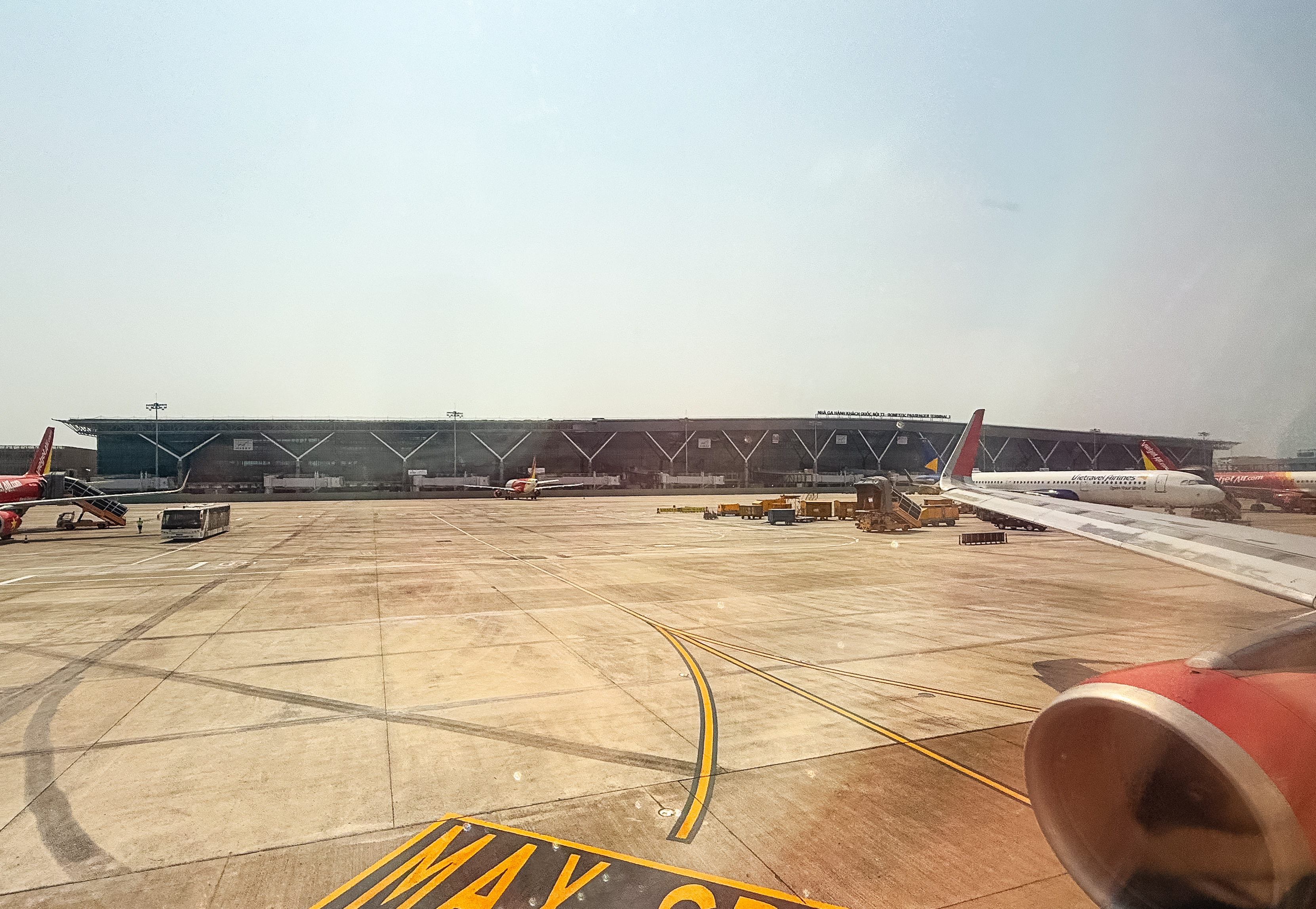
Quang cảnh Nhà ga hành khách T3 nhìn từ máy bay

Đây là giải pháp nhằm giảm áp lực cho sân bay Tân Sơn Nhất trong khi chờ đợi sân bay Long Thành hoàn thành.
Chiều 24/12/2022, dự án xây dựng nhà ga T3 Tân Sơn Nhất chính thức khởi công sau hơn 2 năm từ ngày phê duyệt chủ trương đầu tư.
Tổng công ty Cảng hàng không Việt Nam (ACV) cho biết Thành phố Hồ Chí Minh đã cơ bản hoàn tất phương án bồi thường, hỗ trợ, giải phóng mặt bằng và bàn giao diện tích 14,757 ha (đợt 1) cho chủ đầu tư để thi công dự án nhà ga T3 Tân Sơn Nhất.
Dự án xây dựng Nhà ga T3 có 3 hạng mục chính gồm Nhà ga hành khách, nhà xe cao tầng kết hợp dịch vụ phi hàng không và hệ thống cầu cạn trước nhà ga; tổng mức đầu tư 10.990 tỷ đồng. Nguồn vốn được huy động từ ACV (70%) và vốn vay thương mại (chiếm 30%).
Nhà ga T3 được đưa vào khai thác chính thức từ 19/4/2025, ban đầu phục vụ các chuyến bay nội địa của Vietnam Airlines. Từ giữa tháng 8 năm 2025, các hãng hàng không nội địa khác gồm Bamboo Airways, Pacific Airlines và VASCO và Vietravel Airlines cũng lần lượt chuyển toàn bộ hoạt động nội địa sang nhà ga này, trong khi VietJet Air vẫn khai thác tại Nhà ga T1.
- Vietnam Airlines: bố trí các quầy thủ tục từ quầy 56 đến 109, cùng 22 kiosk check in tự động, 20 quầy tự gửi hành lí (self bag drop) và định danh sinh trắc học thông qua ứng dụng VNeID.
- Bamboo Airways: làm thủ tục tại quầy 45 đến 50, đối diện cửa D2 và D3. Tùy theo lưu lượng, có thể mở rộng từ quầy 43 đến 52. Quầy "vé giờ chót" được đặt ngay tại cửa D2.
- Vietravel Airlines (từ 21/8): quầy thủ tục được bố trí từ quầy 25 đến 31.
- Pacific Airlines & VASCO: hiện chưa có thông tin chính thức về khu vực làm thủ tục.

Nhà ga có 1 tầng hầm và 4 tầng nổi, tổng diện tích sàn xây dựng là 112.500 m2, được được thiết kế thành 2 cao trình đi và đến riêng biệt, có 90 quầy thủ tục truyền thống, 20 quầy bagdrop thả hành lý tự động và 42 kiosk check in, 27 cửa ra tàu bay, 25 cửa kiểm soát an ninh hành khách, 6 đảo băng chuyền hành lý đi và 10 đảo băng chuyền hành lý đến, công suất 20 triệu hành khách/năm, phục vụ 7.000 hành khách/giờ cao điểm, khai thác được tất cả các loại tàu bay Code C và Code E.
Đặc biệt, nhà ga được thiết kế 8 cửa kiểm soát an ninh và khu riêng biệt phục vụ khách VIP, hạng thương gia và khách ưu tiên.
Nhà ga T3 có 8 phòng chờ tại tầng 4: Nam A Bank Premier Lounge, Vip A Suite, Vietcombank Priority Lounge, Techcombank Private Lounge, Vietnam Airlines Lotus Premier Lounge, Elite & Premium Lounge, Vietnam Airlines Lotus Lounge và The SENS Business Lounge.
Nhà ga có lớp mái cong mềm mại trải dài từ ga đến vườn trung tâm của công trình phức hợp thương mại – văn phòng, gợi nhớ đến đường nét mềm mại của tà áo dài Việt Nam, biểu trưng cho sự duyên dáng, thanh lịch. Các lớp mái lên xuống, đan xen tạo sự đa dạng trong các góc nhìn, đồng thời mang ánh sáng tự nhiên vào trong nhà ga. Điểm nhấn của ga T3 là khu phức hợp thương mại – văn phòng được thiết kế hướng đến mục tiêu kiến trúc xanh, tích hợp các yếu tố tự nhiên và cảnh quan, tạo nên môi trường thân thiện. Hành khách khi bắt đầu đến sân bay được chào đón bởi các hàng cây xanh dọc theo tuyến đường trục chính, tạo thành hành lang xanh kết nối với thành phố. Tòa nhà có thiết kế thông gió tự nhiên và mái lấy sáng, kết hợp với các mảng xanh từ khu vực cảnh quan, công viên, quảng trường trên cao, hồ nước trang trí, tường xanh, tạo nên kết nối đồng điệu với thiên nhiên.

## Tương lai

### Xây dựng sân bay mới
Trong tương lai, sân bay Tân Sơn Nhất là một trong hai sân bay chính của Vùng đô thị Thành phố Hồ Chí Minh, chủ yếu phục vụ khách nội địa. Một sân bay quốc tế mới đang xây dựng tại Đồng Nai mang tên là sân bay quốc tế Long Thành, sân bay này sẽ có công suất thiết kế tối đa 100 triệu lượt hành khách/năm và 9 triệu tấn hàng hóa/năm, hiện đang được tiến hành thực hiện các thủ tục chuẩn bị đầu tư, với chi phí theo dự kiến khoảng 20,8 tỷ USD.

### Nâng cấp sân bay Tân Sơn Nhất
TS Nguyễn Bách Phúc – Chủ tịch Hội Tư vấn Khoa học công nghệ & Quản lý TP.HCM HASCON; Viện trưởng Viện Điện – Điện tử – Tin học EEI cho rằng có thể nâng năng lực vận chuyển của sân bay Tân Sơn Nhất qua hai giai đoạn:
- Giai đoạn 1: Năng cấp từ 20 triệu hành khách/năm như hiện nay lên 56 triệu hành khách/năm cần xây dựng thêm ba nhà ga. Đất sẽ dùng sân golf rộng 157ha và 38ha đất trống trong khuôn viên sân bay, vốn đầu tư thực hiện trong giai đoạn này dưới 2 tỉ USD.
- Giai đoạn 2: Năng cấp từ 56 triệu hành khách/năm như hiện nay lên 80 triệu hành khách/năm bằng việc di dời đơn vị Quân đội và các xí nghiệp thuê đất khỏi khu vực Tân Sơn Nhất để có thể xây thêm nhà ga và đường băng mới. Vốn đầu tư của cả giai đoạn này khoảng hơn 1 tỉ USD.

### Quy hoạch giai đoạn 2020–2030
Nghiên cứu, xây dựng hệ thống radar thời tiết công nghệ Doppler phía Đông Bắc cảng hàng không, tiếp giáp với khu xử lý nước thải và thu gom chất thải rắn, diện tích khoảng 1.600 m2.
Khu phục vụ mặt đất, hệ thống sân đỗ ô tô sẽ được nghiên cứu bố trí tổ hợp sân đỗ ô tô và nhà xe nhiều tầng với nhà ga hành khách T3, quy hoạch các luồng ra, vào phù hợp với diện tích đất mở rộng.
Ngoài ra, quy hoạch cũng bổ sung đồn công an bố trí tại khu vực bãi đỗ xe ô tô phía đông nhà ga hành khách T2, diện tích khoảng 300 m2. Điều chỉnh công năng nhà xe ngoại trường phục vụ trực tiếp nhà ga T3 thành bãi tập kết trang thiết bị mặt đất; điều chỉnh vị trí từ phía đông nhà ga T3 sang phía tây nhà ga hành khách T3.
Đến 2030, nhà ga hành khách T1 và T2 vẫn giữ nguyên và sẽ được cải tạo, mở rộng để nâng công suất phục vụ đạt khoảng 30 triệu hành khách/năm, bổ sung nhà ga T3 ở phía nam với công suất đáp ứng 20 triệu khách; Bổ sung 3 đường lăn song song và bổ sung 5 đường lăn thoát nhanh, các đường lăn nối. Sân đỗ máy bay trước ga T3, sân phía Tây Nam sẽ được bổ sung 56 vị trí, nâng tổng vị trí đỗ của sân bay lên 106.
Ở khu vực phía bắc, hạng mục được ưu tiên là hồ chứa nước, trạm bơm cưỡng bức nhằm chống ngập úng. Hệ thống trục ra vào sân bay sẽ được đầu tư ngay sau khi điều chỉnh quy hoạch chi tiết được duyệt, phù hợp với quy hoạch giao thông của TP.HCM.
Theo đó, tổng diện tích đất quy hoạch điều chỉnh là 791ha gồm: 545ha đất cảng hàng không Tân Sơn Nhất hiện hữu; 19ha đất quốc phòng đã tạm bàn giao làm sân đỗ; 18ha đất quốc phòng liên danh với hàng không dân dụng; 35ha đất quy hoạch bổ sung phía Nam và 171ha đất quy hoạch bổ sung phía Bắc.

## Thống kê

### Số lượng hành khách
| Năm  | Hành khách | Hàng hóa (tấn) | Số chuyến bay cất hạ cánh |
| ---- | ---------- | -------------- | ------------------------- |
| 2009 | 12.426.000 | 444.230        | 98.134                    |
| 2010 | 13.787.000 | 452.702        | 110.355                   |
| 2011 | 16.461.000 | 545.652        | 130.758                   |
| 2012 | 17.500.000 | 341.000        | 132.000                   |
| 2013 | 20.000.000 | 375.000        | 140.000                   |
| 2014 | 22.153.000 | 412.021        | 153.939                   |
| 2015 | 26.546.475 |                |                           |
| 2016 | 32.486.537 |                |                           |
| 2017 | 35.900.000 |                |                           |
| 2018 | 40.500.000 | 735.801        |                           |
| 2019 | 41,243,240 | 693.239        | 259.805                   |
| 2020 | 22,062,893 | 592.394        |                           |
| 2021 |            | 663.166        |                           |
| 2022 | 34,278,320 | 593.774        |                           |
| 2023 | 40,738,295 | 516.262        |                           |
| 2024 | 39,859,384 |                |                           |

### Tần suất các chuyến bay
| Hạng | Tên điểm đến                        | Số lượt chuyến (hàng tuần) |
| ---- | ----------------------------------- | -------------------------- |
| 1    | Singapore                           | 103                        |
| 2    | Bangkok (Don Mueang + Suvarnabhumi) | 102                        |
| 3    | Seoul-Incheon                       | 81                         |
| 4    | Kuala Lumpur                        | 77                         |
| 5    | Đài Bắc-Đào Viên                    | 63                         |
| 6    | Tokyo (Haneda + Narita)             | 42                         |
| 7    | Siem Reap                           | 42                         |
| 8    | Quảng Châu                          | 42                         |
| 9    | Hong Kong                           | 39                         |
| 10   | Phnom Penh                          | 35                         |

| Hạng | Tên điểm đến | Số lượt chuyến (hàng tuần) |
| ---- | ------------ | -------------------------- |
| 1    | Hà Nội       | 596                        |
| 2    | Đà Nẵng      | 226                        |
| 3    | Nha Trang    | 111                        |
| 4    | Phú Quốc     | 107                        |
| 5    | Hải Phòng    | 94                         |
| 6    | Vinh         | 92                         |
| 7    | Huế          | 91                         |
| 8    | Côn Đảo      | 64                         |
| 9    | Thanh Hóa    | 63                         |
| 10   | Đà Lạt       | 48                         |

## Các hãng hàng không và điểm đến

### Hành khách
Các chuyến bay nội địa sử dụng nhà ga số 1 và 3; các chuyến bay quốc tế sử dụng nhà ga số 2.
| Hãng hàng không                     | Điểm đến | Nhà ga |
| ----------------------------------- | --- | ------ |
| Aeroflot                            | Moskva–Sheremetyevo | 2      |
| AirAsia                             | Kuala Lumpur–Quốc tế (Sebang), Johor Bahru, Penang | 2      |
| AirAsia Cambodia                    | Phnôm Pênh | 2      |
| Air Cambodia                        | Phnôm Pênh, Siem Reap, Sihanoukville | 2      |
| Air China                           | Bắc Kinh–Thủ đô, Trùng Khánh | 2      |
| Air France                          | Paris–Charles de Gaulle | 2      |
| Air India                           | New Delhi | 2      |
| Air Busan                           | Seoul–Incheon | 2      |
| Air Premia                          | Seoul–Incheon | 2      |
| All Nippon Airways                  | Tokyo–Haneda, Tokyo–Narita | 2      |
| Asiana Airlines                     | Seoul–Incheon | 2      |
| Bamboo Airways                      | Đà Lạt, Đồng Hới, Hà Nội, Hải Phòng, Đà Nẵng, Nha Trang, Phú Quốc, Quy Nhơn, Vinh, Thanh Hóa | 3      |
| Bamboo Airways                      | Bangkok–Don Mueang, Trương Gia Giới | 2      |
| Bhutan Airlines                     | Theo mùa: Paro | 2      |
| Cambodia Airways                    | Phnôm Pênh | 2      |
| Cathay Pacific                      | Hồng Kông | 2      |
| Cebu Pacific                        | Manila | 2      |
| China Airlines                      | Đài Bắc–Đào Viên | 2      |
| China Eastern Airlines              | Côn Minh, Hàng Châu, Nam Kinh, Ninh Ba, Thượng Hải–Phố Đông | 2      |
| China Southern Airlines             | Quảng Châu, Thâm Quyến, Thượng Hải–Phố Đông, Trường Sa, Vũ Hán | 2      |
| Emirates                            | Dubai–Quốc tế | 2      |
| EVA Air                             | Đài Bắc–Đào Viên | 2      |
| Finnair                             | Theo mùa: Helsinki | 2      |
| Fly Gangwon                         | Yangyang | 2      |
| Hong Kong Airlines                  | Hồng Kông | 2      |
| IndiGo                              | Kolkata | 2      |
| Japan Airlines                      | Tokyo–Haneda, Tokyo–Narita | 2      |
| Jeju Air                            | Seoul–Incheon | 2      |
| Jetstar Airways                     | Darwin, Melbourne, Sydney | 2      |
| Jetstar Asia Airways                | Singapore | 2      |
| Lanmei Airlines                     | Phnôm Pênh | 2      |
| Korean Air                          | Seoul–Incheon | 2      |
| Kunming Airlines                    | Côn Minh | 2      |
| Lao Airlines                        | Pakse | 2      |
| LOT                                 | Thuê chuyến theo mùa: Warszawa | 2      |
| Malaysia Airlines                   | Kuala Lumpur–Quốc tế (Sebang) | 2      |
| Malindo Air                         | Kuala Lumpur–Quốc tế (Sebang) | 2      |
| MIAT Mongolian Airlines             | Theo mùa: Ulaanbaatar | 2      |
| Myanmar Airways International       | Yangon | 2      |
| Nok Air                             | Băng Cốc–Don Mueang | 2      |
| Pacific Airlines                    | Buôn Ma Thuột, Chu Lai, Đà Nẵng, Đà Lạt, Đồng Hới, Hà Nội, Hải Phòng, Huế, Nha Trang, Phú Quốc, Pleiku, Quy Nhơn, Thanh Hóa, Tuy Hòa, Vinh | 3      |
| Philippine Airlines                 | Cebu, Manila | 2      |
| Qatar Airways                       | Doha, Phnôm Pênh | 2      |
| Qingdao Airlines                    | Đại Liên, Nghi Xương | 2      |
| Royal Brunei Airlines               | Bandar Seri Begawan | 2      |
| Scoot                               | Singapore | 2      |
| Shenzhen Airlines                   | Thâm Quyến | 2      |
| Sichuan Airlines                    | Thành Đô, Nam Ninh | 2      |
| Singapore Airlines                  | Singapore | 2      |
| Spring Airlines                     | Quảng Châu, Thượng Hải–Phố Đông | 2      |
| Starlux Airlines                    | Đài Bắc–Đào Viên | 2      |
| Thai AirAsia                        | Bangkok–Don Mueang | 2      |
| Thai Airways                        | Bangkok–Suvarnabhumi | 2      |
| Thai VietJet Air                    | Bangkok–Suvarnabhumi | 2      |
| Turkish Airlines                    | Istanbul–Havalimani | 2      |
| Turkmenistan Airlines               | Ashgabat | 2      |
| T'way Airlines                      | Seoul–Incheon | 2      |
| VietJet Air                         | Buôn Ma Thuột, Chu Lai, Cam Ranh, Đà Lạt, Đà Nẵng, Điện Biên, Đồng Hới, Hải Phòng, Hà Nội, Huế, Phú Quốc, Pleiku, Quy Nhơn, Thanh Hóa, Tuy Hòa, Vinh, Vân Đồn | 1      |
| VietJet Air                         | Ahmedabad, Bắc Kinh–Đại Hưng, Băng Cốc–Suvarnabhumi, Bali, Bengaluru, Brisbane, Busan, Cao Hùng, Chiang Mai, Đài Bắc–Đào Viên, Đài Nam, Đài Trung, Hồng Kông, Hyderabad, Jakarta–Soekarno–Hatta, Kochi, Kuala Lumpur–Quốc tế (Sebang), Melbourne, Mumbai, Nagoya–Centrair, New Delhi, Osaka–Kansai, Pattaya, Perth, Phnôm Pênh, Phuket, Quảng Châu, Seoul–Incheon, Singapore, Sydney, Tây An, Thành Đô, Thượng Hải–Phố Đông, Tokyo–Haneda, Tokyo–Narita, Tiruchirappalli, Yangon                       | 2      |
| Vietnam Airlines                    | Buôn Ma Thuột, Cam Ranh, Chu Lai, Đà Lạt, Đà Nẵng, Đồng Hới, Hải Phòng, Hà Nội, Huế, Phú Quốc, Pleiku, Quy Nhơn, Thanh Hóa, Tuy Hòa, Vinh, Vân Đồn | 3      |
| Vietnam Airlines                    | Bắc Kinh–Đại Hưng, Bali, Băng Cốc–Suvarnabhumi, Busan, Copenhagen, Đài Bắc–Đào Viên, Frankfurt, Fukuoka, Hàng Châu, Phúc Châu, Quảng Châu, Hồng Kông, Jakarta–Soekarno–Hatta, Cao Hùng, Kuala Lumpur–Quốc tế (Sebang), London–Heathrow, Manila, Melbourne, Milan–Malpensa, Nagoya–Centrair, New Delhi, Osaka–Kansai, Paris–Charles de Gaulle, Perth, Phnôm Pênh, Phuket, Seoul–Incheon, Thượng Hải–Phố Đông, San Francisco, Siem Reap, Singapore, Sydney, Thâm Quyến, Tokyo–Narita, Viêng Chăn, Yangon | 2      |
| Vietnam Airlines vận hành bởi VASCO | Cà Mau, Côn Đảo, Rạch Giá | 3      |
| Vietravel Airlines                  | Đà Nẵng, Hà Nội, Phú Quốc, Quy Nhơn | 3      |
| Vietravel Airlines                  | Bangkok–Suvarnabhumi | 2      |
| XiamenAir                           | Hạ Môn | 2      |

### Hàng hóa

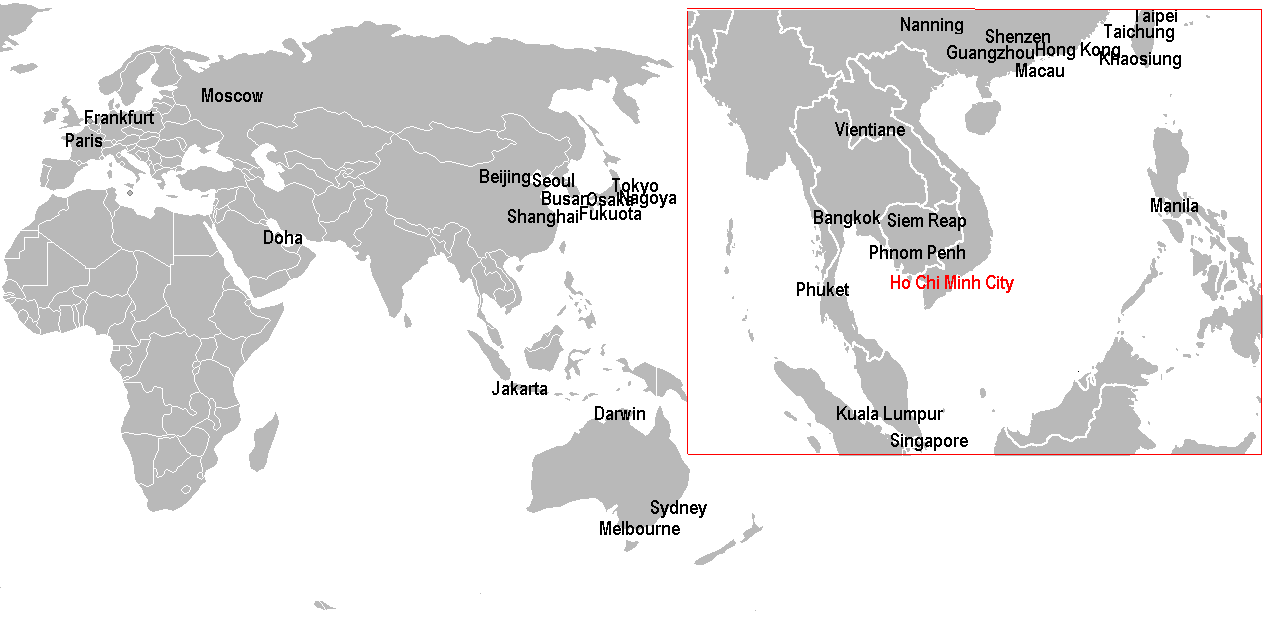
Mạng lưới điểm đến từ Sân bay Tân Sơn Nhất của các hãng hàng không quốc tế

| Hãng hàng không          | Các điểm đến                                       |
| ------------------------ | -------------------------------------------------- |
| AeroLogic                | Băng Cốc–Suvarnabhumi                              |
| Air Hong Kong            | Hồng Kông                                          |
| Air Premia               | Seoul–Incheon                                      |
| ANA Cargo                | Tokyo–Narita                                       |
| Asia Cargo Airlines      | Singapore, Băng Cốc–Suvarnabhumi                   |
| Asiana Cargo             | Seoul–Incheon                                      |
| Cargolux                 | Luxembourg – Bahrain – Bangkok – Hồng Kông         |
| Cathay Pacific Cargo     | Penang                                             |
| China Airlines Cargo     | Đài Bắc–Đào Viên, Penang, Hà Nội                   |
| China Southern Cargo     | Hà Nội, Quảng Châu, Penang                         |
| Emirates SkyCargo        | Dubai, Băng Cốc–Suvarnabhumi                       |
| EgyptAir                 | Cairo                                              |
| Etihad Cargo             | Abu Dhabi                                          |
| FedEx Express            | Quảng Châu, Hà Nội, Jakarta                        |
| FlightService            | Anchorage, Fairbanks, Seoul–Incheon                |
| Hồng Kông Air Cargo      | Hồng Kông                                          |
| JetOneX                  | Seoul–Incheon                                      |
| Korean Air Cargo         | Seoul–Incheon, Băng Cốc–Suvarnabhumi               |
| Longhao Airlines         | Nam Ninh                                           |
| Longtail Aviation        | Seoul–Incheon                                      |
| Lufthansa Cargo          | Mumbai                                             |
| My Indo Airlines         | Singapore                                          |
| Qatar Cargo              | Doha                                               |
| Raya Airways             | Kuala Lumpur                                       |
| Saudia                   | Riyadh                                             |
| SF Airlines              | Trường Sa (Hồ Nam, Trung Quốc), Băng Cốc, Nam Ninh |
| Singapore Airlines Cargo | Singapore                                          |
| Tianjin Air Cargo        | Nam Ninh                                           |
| Turkish Airlines         | Karachi, Kuala Lumpur, Istanbul–Havalimani         |
| Volga–Dnepr Airlines     | Barnaul                                            |
| Wamos Air                | Tallinn                                            |
| World Cargo Airlines     | Kuala Lumpur                                       |

## Tai nạn, sự cố và các vấn đề an toàn bay khác

### Sự cố máy bay trượt khỏi đường băng
Vào ngày 15 tháng 6 năm 2022, Chuyến bay VJ322 khởi hành từ Phú Quốc đi TP.HCM lúc 11h23. Khi hạ cánh tại sân bay Tân Sơn Nhất (TP.HCM) lúc 12h10, do ảnh hưởng của thời tiết mưa gió lớn tại khu vực sân bay, tàu bay đã trượt ra ngoài mép đường băng.
Theo thông tin từ hãng, tàu bay và toàn bộ hành khách, tổ bay đều an toàn. Hãng hàng không đã sơ tán toàn bộ hành khách và đang phối hợp với Cảng hàng không tập trung giải phóng đường băng.
Sự cố khiến hoạt động cất hạ cánh tại Tân Sơn Nhất phải tạm dừng hoàn toàn. Sân bay có 2 đường cất hạ cánh là 25R/07L và 25L/07R nhưng hiện đường cất hạ cánh 25R/07L đang đóng để cải tạo nâng cấp nên việc khai thác phụ thuộc hết vào đường băng còn lại.
Lực lượng chức năng phải kéo máy bay gặp sự cố rời khỏi đường băng 25L/07R, đồng thời thông báo cho các chuyến bay chuẩn bị đến Tân Sơn Nhất có kế hoạch chuyển hướng.

### Sự cố mất điện tại trung tâm kiểm soát không lưu
Vào lúc 11h5 ngày 20 tháng 11 năm 2014, Trung tâm Kiểm soát đường dài TPHCM và Tiếp cận Tân Sơn Nhất (AACC HCM) bị gián đoạn hệ thống cấp điện cho thiết bị điều hành bay, đến 12h19 mới trở lại bình thường. Đây là một sự cố chưa từng có trong lịch sử hàng không thế giới. Khi đó có 54 máy bay đang hoạt động trong vùng trời Thành phố Hồ Chí Minh, trong đó 8 máy bay đã nằm trong vùng chuẩn bị hạ cánh. Ngoài ra, trong thời gian mất điện đã có 92 máy bay bay vào vùng trời này. Tuy nhiên, Tân Sơn Nhất không có khả năng tiếp nhận máy bay, ảnh hưởng các chuyến bay chuẩn bị cất cánh đến Thành phố Hồ Chí Minh. Hậu quả là nhiều chuyến phải lơ lửng trên trời. Có chuyến phải đáp xuống các sân bay khác, có chuyến phải chuyển hướng bay,... và được điều hành bằng phương pháp cổ điển không ra–đa.
Nói về nguyên nhân gây sự cố mất điện tại sân bay Tân Sơn Nhất, ông Đinh Việt Thắng cho biết, lúc 11h ngày 20 tháng 11, các nhân viên kỹ thuật của Công ty Quản lý bay miền Nam thực hiện công tác ngắt điện lưới để kiểm tra định kỳ hệ thống máy phát điện. Sau khi tiến hành ngắt điện, 3 máy phát vẫn hoạt động bình thường. Đến 11h5, một hệ thống UPS báo lỗi. Theo quy trình, trước hết các nhân viên kỹ thuật phải cô lập toàn bộ hệ thống UPS bị lỗi, rồi mới tiến hành sửa chữa. Tuy nhiên, kíp trưởng của ca trực là Lê Trí Tình đã thực hiện sai thao tác dẫn tới toàn bộ hệ thống điện bị sập.
Đài kiểm soát không lưu Cảng Hàng không quốc tế Tân Sơn Nhất vừa mới được khánh thành vào ngày 2 tháng 7 năm 2013, trị giá hơn 400 tỷ đồng, là một trong những cơ sở điều hành bay được trang bị hiện đại nhất của Việt Nam và Đông Nam Á.

### Sự cố mất điện tại một phần nhà ga quốc tế
Sáng ngày 18 tháng 12 năm 2019, đại diện cảng hàng không quốc tế Tân Sơn Nhất cho biết sự cố xảy ra lúc 2h35 cùng ngày.
Cụ thể, một máy cắt trung thế của trạm điện nội bộ cảng hàng không quốc tế Tân Sơn Nhất (ST1) trong sân bay tác động đến hệ thống bảo vệ sự cố gây mất điện một phần nhà ga quốc tế, cánh trái nhà ga.
Theo vị này, hệ thống cung cấp điện nhà ga đã chuyển đổi sang sử dụng nguồn máy phát điện dự phòng lúc 2h39. Thời gian chuyển đổi điện 4 phút nằm trong tiêu chuẩn gián đoạn cung cấp điện chuyển nguồn máy phát dưới 5 phút.
Trong thời gian gián đoạn cung cấp điện 4 phút, các hệ thống kỹ thuật quan trọng của nhà ga đều được cấp nguồn liên tục từ UPS. Đến 3h15, hệ thống điện nhà ga chuyển đổi sử dụng trở lại nguồn điện lưới thành phố.
Tại thời điểm nêu trên, nhà ga không có các chuyến bay đi, chỉ có một số ít chuyến bay đến nên hoạt động khai thác nhà ga hầu như không bị ảnh hưởng.

### Máy bay không người lái
Thống kê của Cảng hàng không quốc tế Tân Sơn Nhất cho biết, từ đầu năm 2021 đến tháng 6/2022, đã xảy ra 58 vụ vi phạm hoạt động an toàn bay (năm 2021 xảy ra 32 vụ và 6 tháng đầu năm 2022 xảy ra 26 vụ); trong đó, hơn 30 vụ chiếu đèn laser, 10 vụ thả vật thể bay, 4 vụ thả bóng bay, 2 vụ thả diều, chiếu đèn công suất cao.

### Vấn đề an ninh soi chiếu
Ngày 18 tháng 7 năm 2022, nhân viên soi chiếu đã không phát hiện được do con dao gọt hoa quả dài khoảng 20 cm nằm lẫn với các đồ vật kim loại và điện tử trong túi xách tay của 2 hành khách có số ghế 27H và 27K trên chuyến bay VN208 của Vietnam Airlines.

## Chất lượng
Theo trang mạng chuyên xếp hạng sân bay khắp thế giới SleepinginAirports công bố, 2015 trong danh sách 10 sân bay tệ nhất thế giới sân bay quốc tế Tân Sơn Nhất xếp vị trí thứ 8: "Tân Sơn Nhất xấu đi rất nhiều trong mắt hành khách trong những năm qua bởi những cáo buộc về tham nhũng nhiễu. Nhiều người tham gia khảo sát cho biết cán bộ xin hối lộ để được giải quyết nhanh hơn; những ai từ chối hối lộ ngay lập tức bị xử lý chậm chạp hoặc làm trì hoãn một số thủ tục giấy tờ của hành khách. Một số than phiền khác về tín hiệu Wi–Fi nghèo nàn, nhà vệ sinh dơ bẩn và không nhiều lựa chọn nhà hàng. Nếu đến sân bay này, bạn chắc chắn phải giấu đi những vật có giá trị". Còn trong danh sách bình chọn 10 sân bay tệ nhất châu Á, Tân Sơn Nhất xếp ở vị trí thứ 4.
Tuy nhiên từ năm 2016 trở lại đây, Cảng hàng không Tân Sơn Nhất đã có khá nhiều thay đổi. Như việc mở rộng thêm Nhà ga hành khách, xây dựng nhà để xe công cộng trên tầng, chất lượng dịch vụ đã đảm bảo hơn trước như việc thuê lao công thường xuyên dọn dẹp nhà vệ sinh, tăng cường Wi–Fi sử dụng tại cảng hàng không, tăng các khu vực như phòng chờ, khu ăn uống, khu vui chơi dành cho trẻ em, khu nghỉ ngơi miễn phí cho hành khác, các dịch vụ hàng không ngày càng nhanh chóng được cải thiện hơn bằng cách sử dụng khoa học công nghệ mới thay thế các thủ tục bằng giấy tờ (như check–in online hay bán vé qua mạng),... Dần dần Tân Sơn Nhất đã có những cải thiện đáng về mọi mặt.
Dù vậy, vấn đề hành khách bị mất hành lý, bị mất tài sản trong khi vận chuyển thường xuyên xảy ra, nhiều nhất là vào năm 2016, 2017, khiến nhiều người hoang mang, thắc mắc có nên sử dụng phương tiện này đề vận chuyển hành lý, hàng hóa hay không.

## Hình ảnh

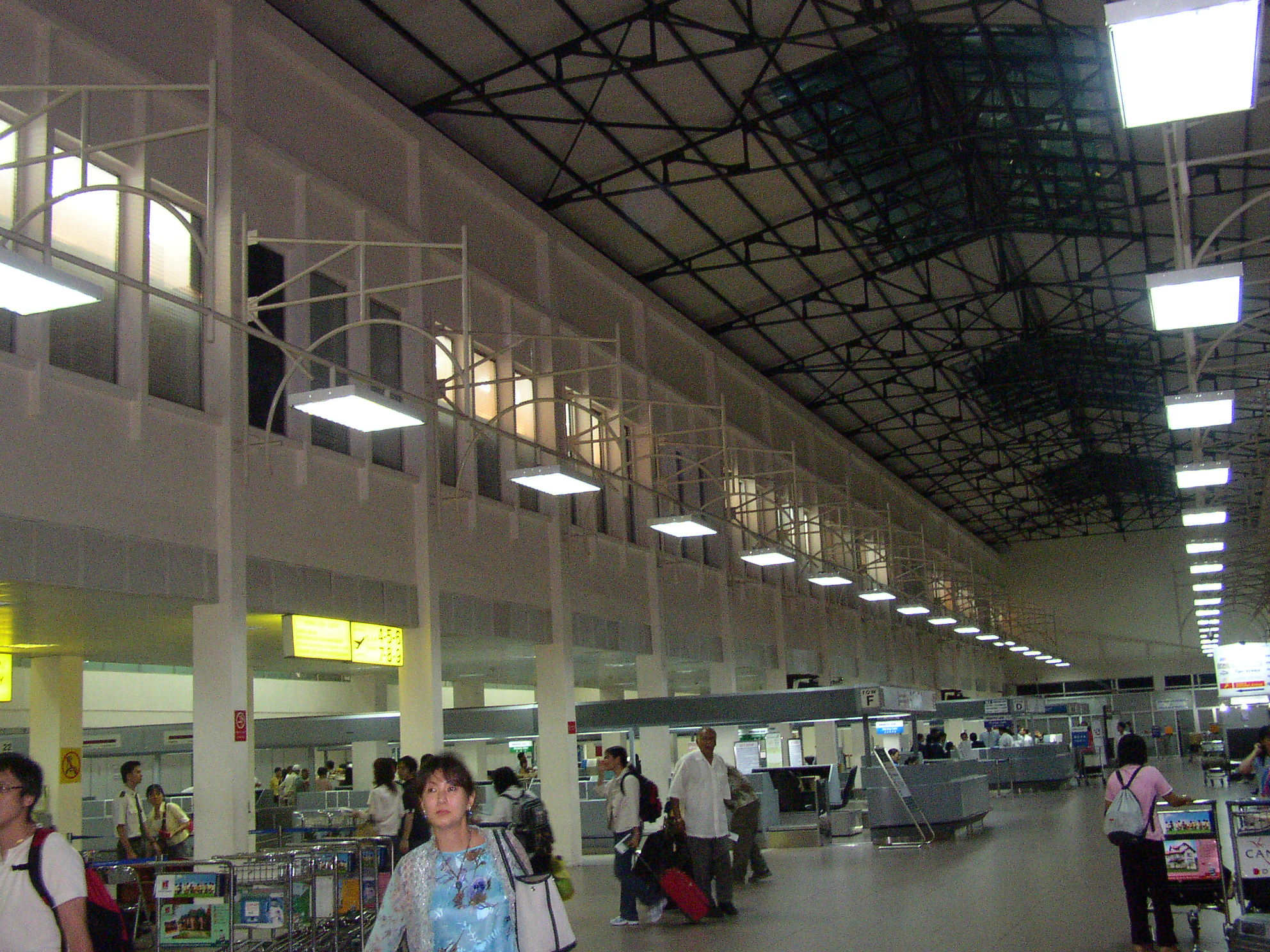
Nhà ga nội địa cũ
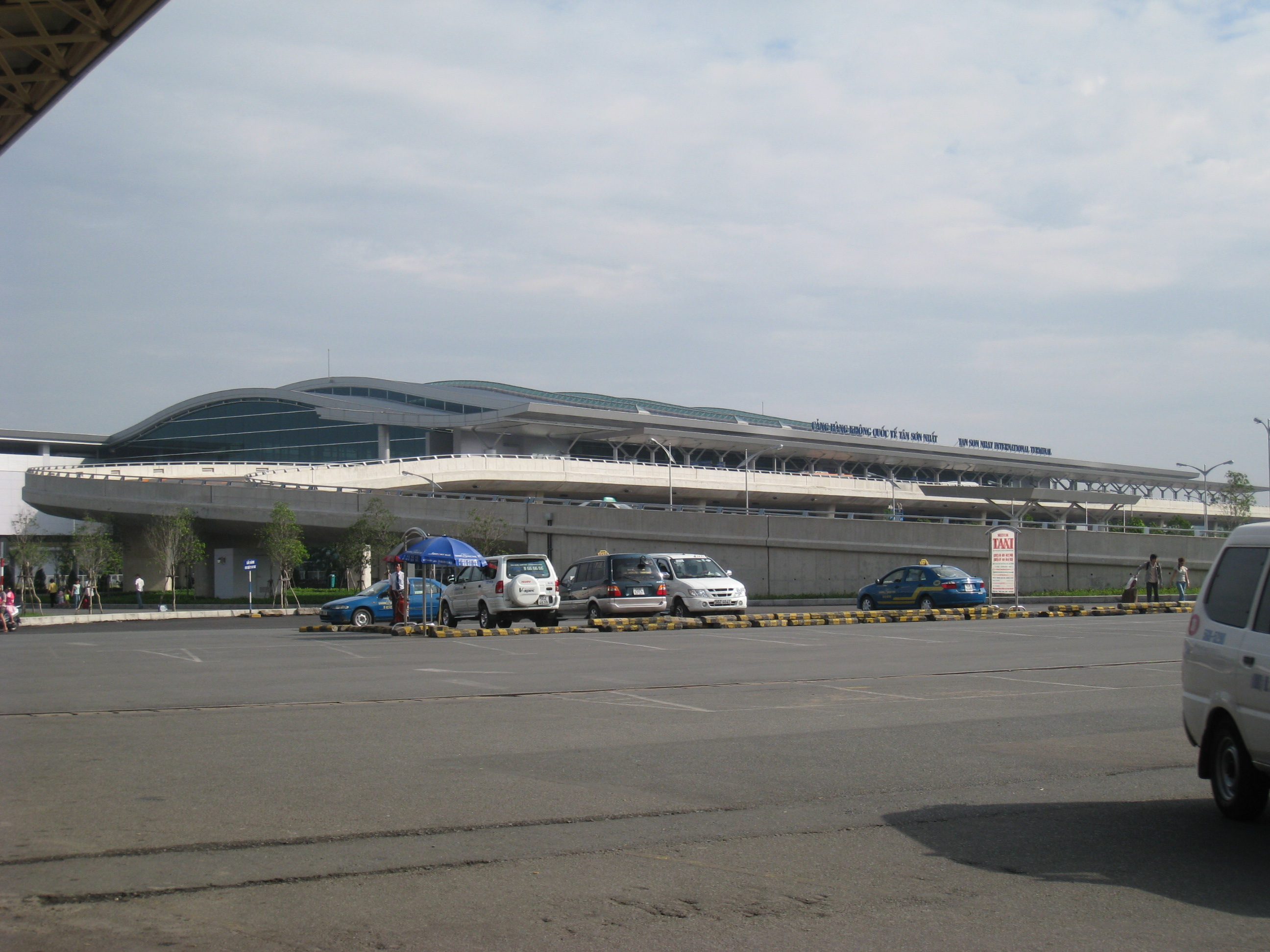
Nhà ga quốc tế
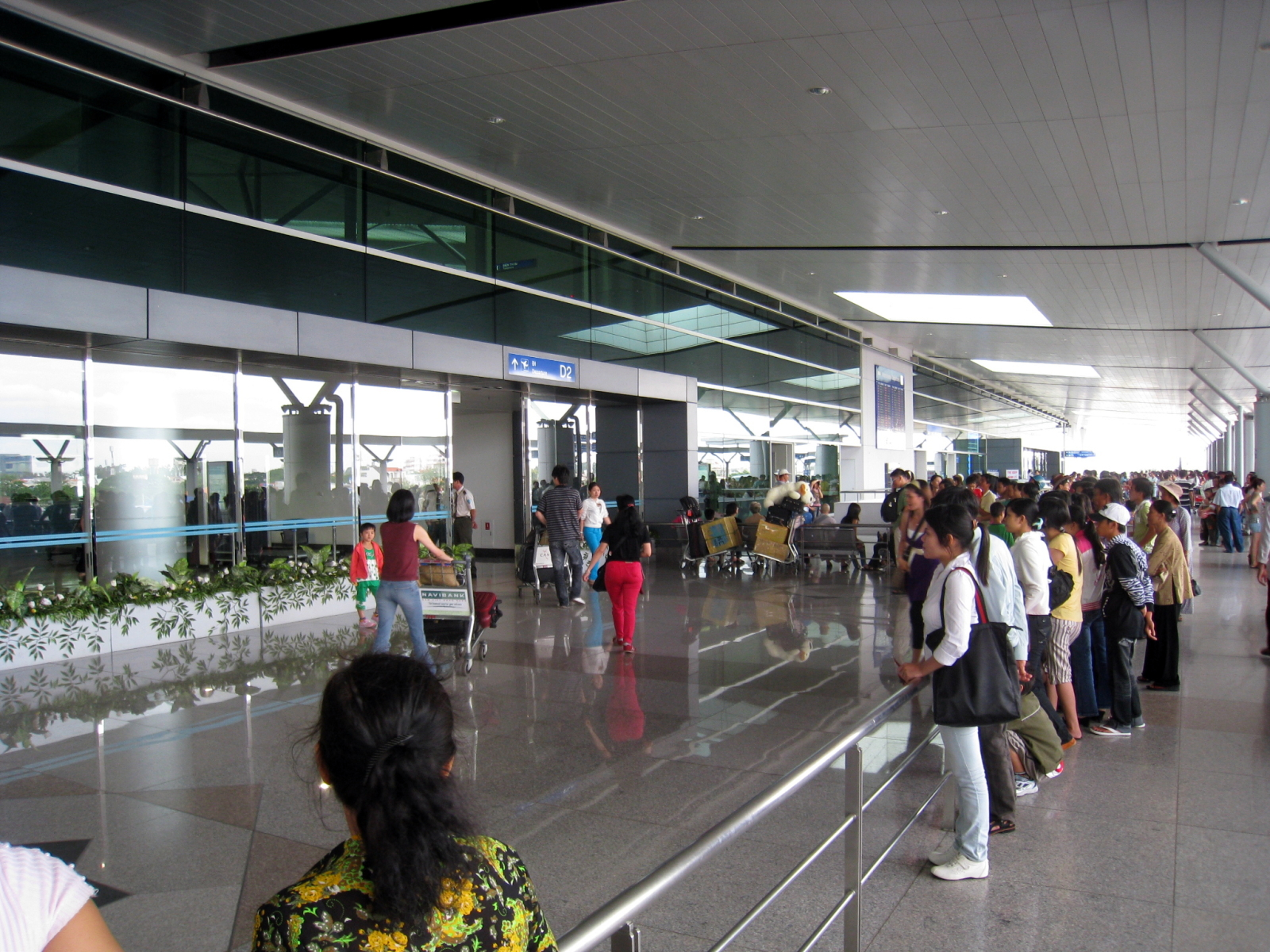
Lầu 3 nhà ga quốc tế sân bay Tân Sơn Nhất
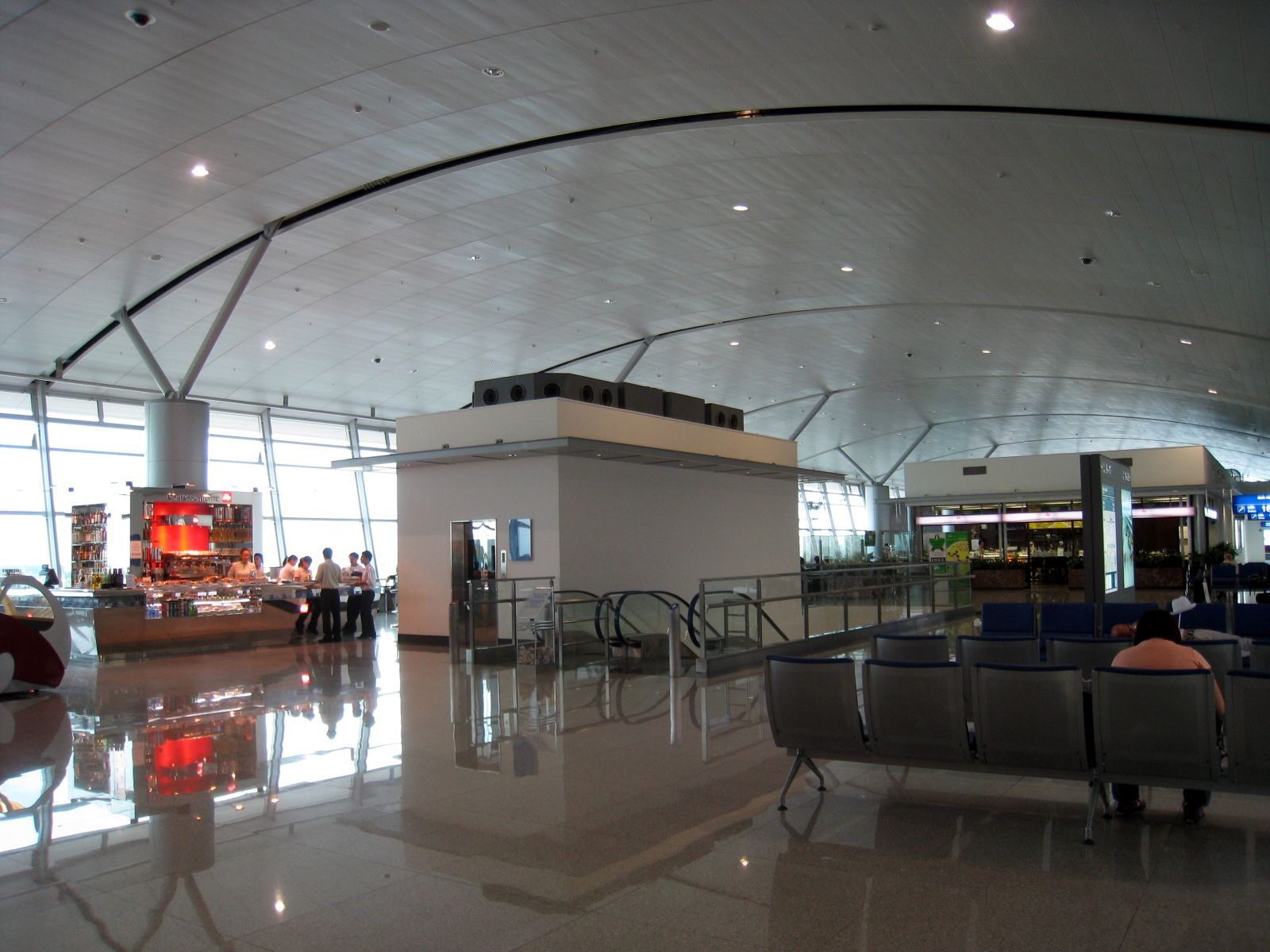
Lầu 4 nhà ga quốc tế sân bay Tân Sơn Nhất
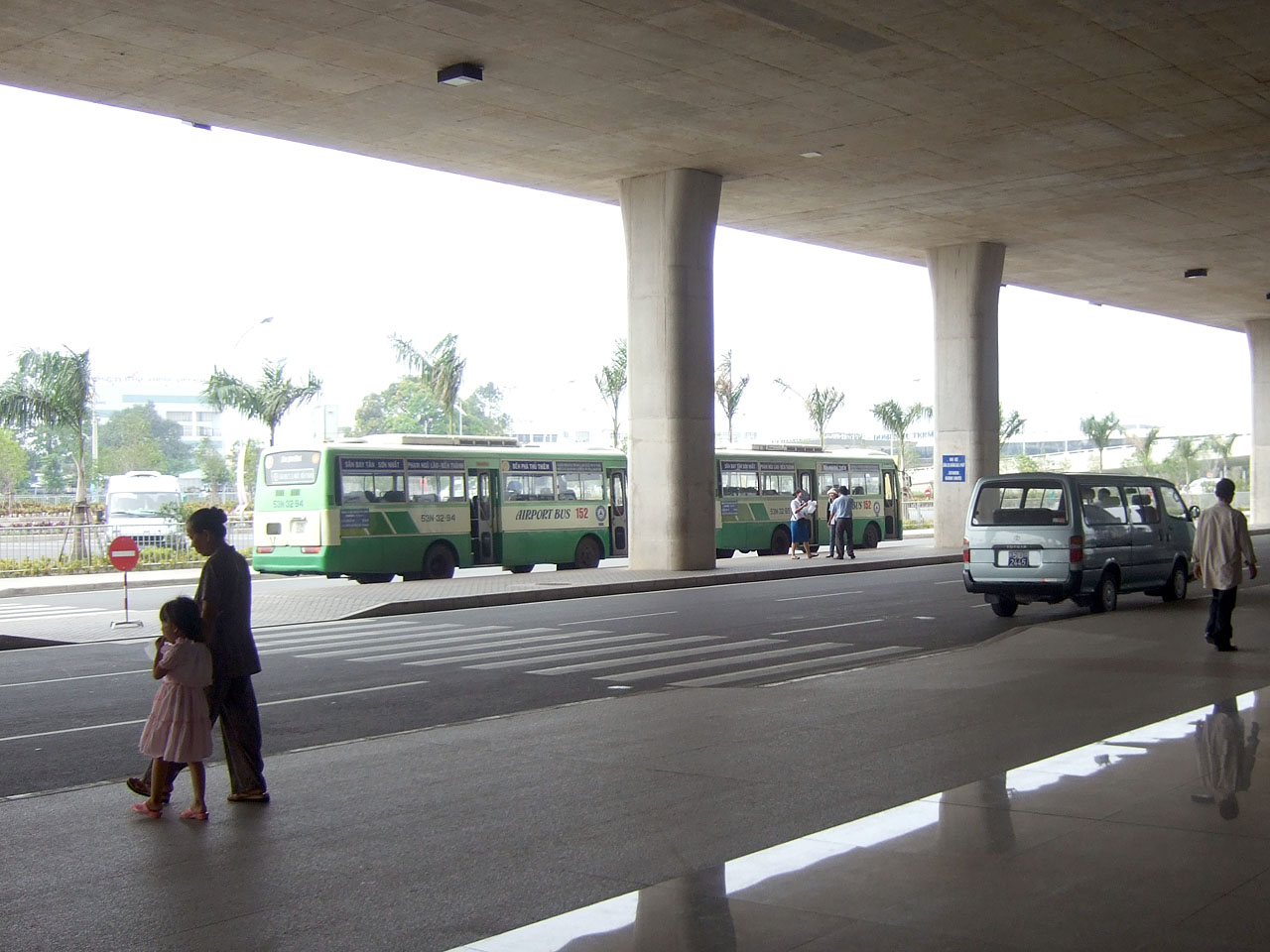
Phía trước nhà ga quốc tế (khu đến)
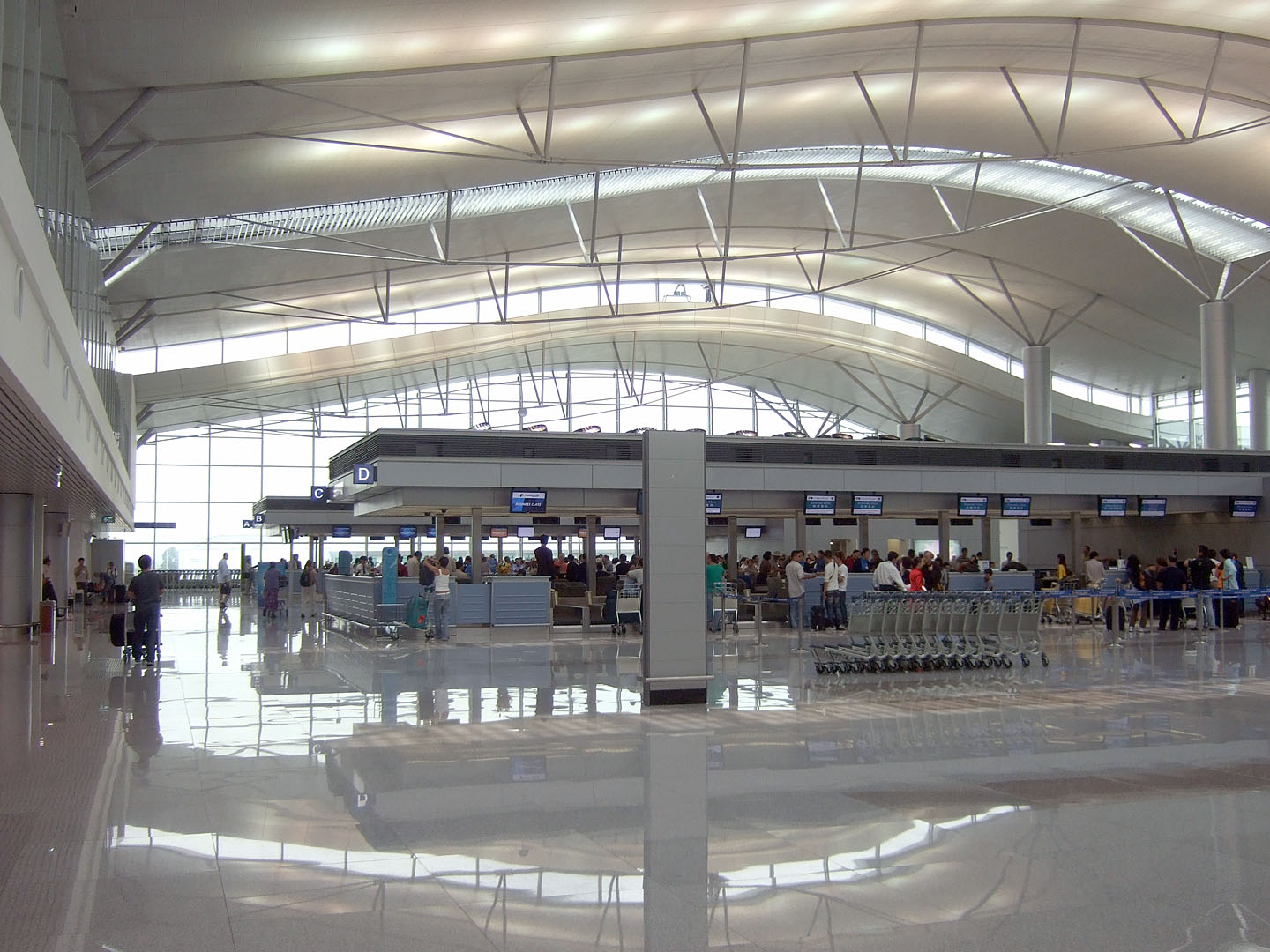
Quầy làm thủ tục đi máy bay (check–in)
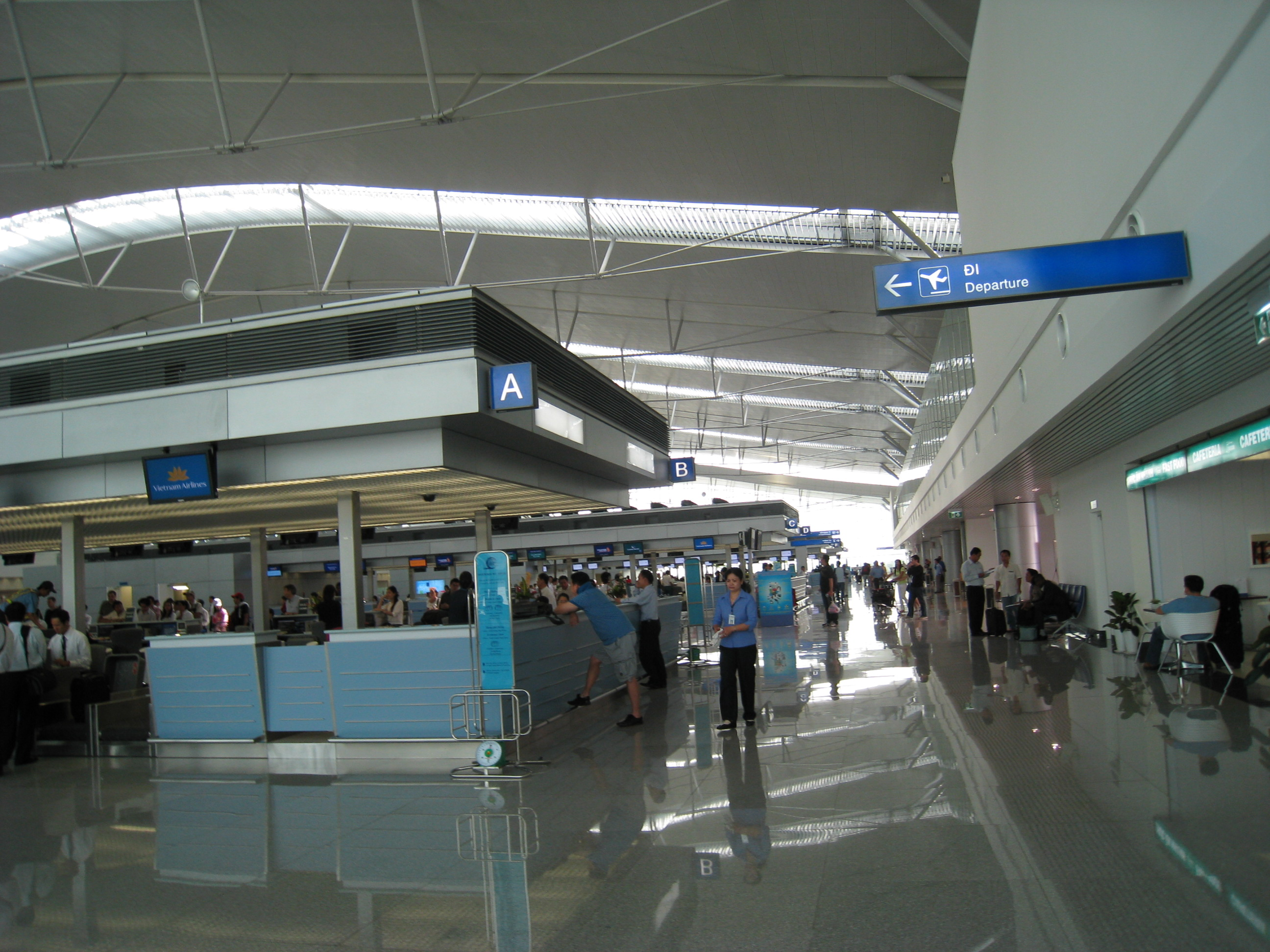
Đảo Check–in A của Vietnam Airlines tại nhà ga quốc tế
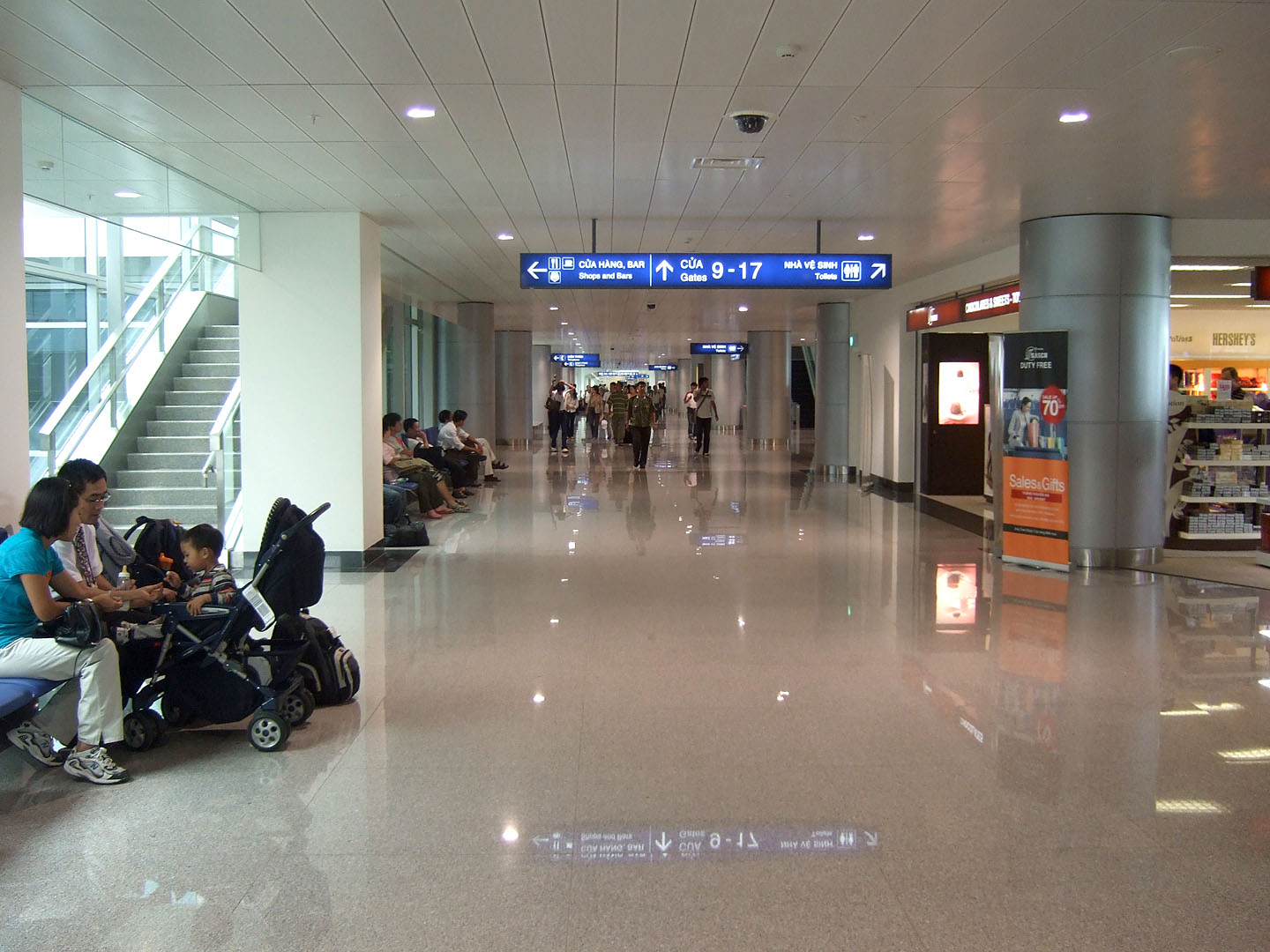
Khu vực chờ ra máy bay nhà ga quốc tế
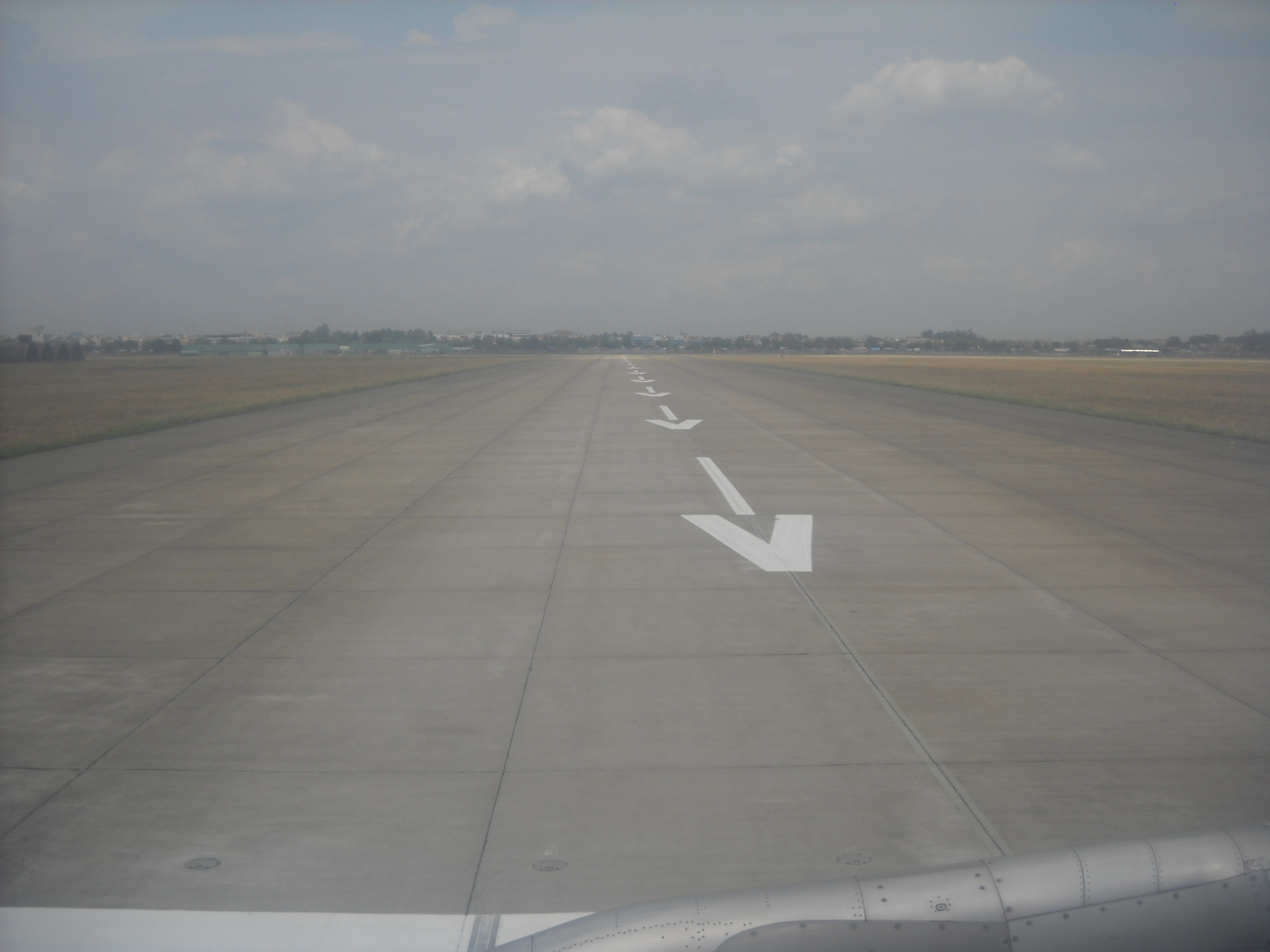
Đường băng 07R/25L sân bay Tân Sơn Nhất
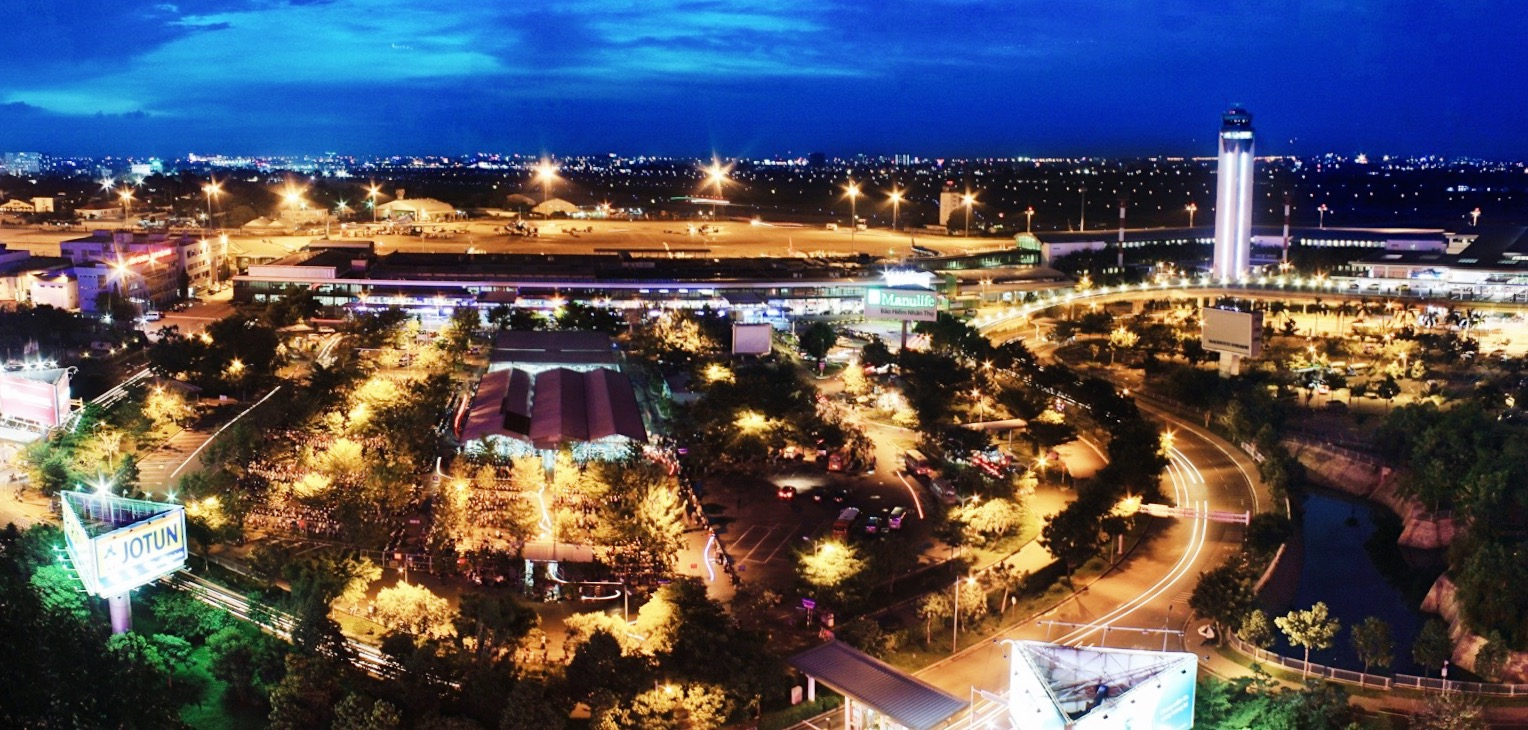
Quang cảnh sân bay về đêm